# Georges Spénale

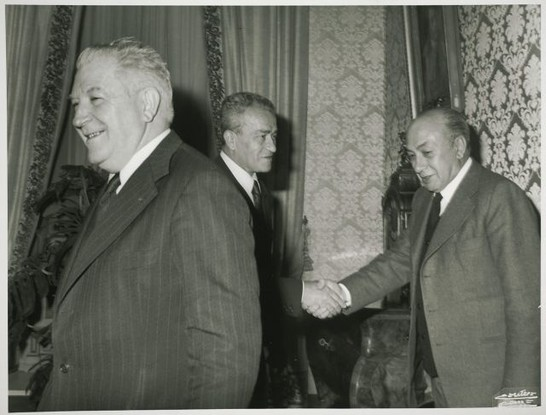
Georges Spénale wird bei einem Besuch in Rom vom Präsidenten der italienischen Abgeordnetenkammer, Pietro Ingrao, begrüßt (1976)

Georges Spénale (* 29. November 1913 in Carcassonne; † 20. August 1983 in Paris) war ein französischer Politiker der Sozialistischen Partei. Er war der letzte französische Hochkommissar Togos vor der Unabhängigkeit 1960 und von 1975 bis 1977 Präsident des Europäischen Parlamentes.

## Leben

### Studium und Tätigkeit in der Kolonialverwaltung
Spénale erwarb einen Universitätsabschluss (Lizenziat) in Rechtswissenschaften an der École nationale de la France d’Outre-Mer und schlug im Anschluss eine Laufbahn in der französischen Kolonialverwaltung ein. Seine erste Anstellung hatte er 1938 bis 1939 in Französisch-Guinea. Mit Beginn des Zweiten Weltkriegs kämpfte er bis 1941 in den Französischen Streitkräften. Von 1941 bis 1942 war er Bezirksvorsitzender in Obervolta und 1942 bis 1943 Arbeitsinspektor in der Elfenbeinküste. Danach kämpfte er bis 1945 wieder im Krieg. 1946 und 1948 arbeitete er als Kabinettsdirektor für Französisch-Äquatorialafrika. 1949 und 1950 war er Leiter des Informationsdienstes in der Elfenbeinküste. 1951 und 1953 war er Kabinettsdirektor von Kamerun und anschließend Generalsekretär dieser Kolonie. 1954 wurde er Hochkommissar für Kamerun und 1955 stellvertretender Leiter der politischen Abteilung für die Französischen Überseegebiete. 1956 wurde er kurzzeitig Gouverneur in den Französischen Überseegebieten. 1956 und 1957 arbeitete er als Kabinettsdirektor für die Überseegebiete unter Minister Gaston Defferre. Von 1957 bis zur Unabhängigkeit 1960 war er als französischer Hochkommissar in Togo tätig.

### Politische Karriere in Frankreich und in Europa
Zwischen 1962 und 1973 war Spénale Abgeordneter der Nationalversammlung für das Département Tarn und dort Mitglied des Finanzausschusses. 1964 wurde er ebenfalls in den Generalrat des Départements Tarn gewählt und im selben Jahr auch Mitglied des Europäischen Parlaments. 1973 wurde er in den Regionalrat der Region Midi-Pyrénées gewählt und wurde 1975 Vizepräsident des Regionalrats. 1974 stieg er im Europäischen Parlament zum Fraktionsvorsitzenden der sozialdemokratischen Fraktion auf und wurde 1975 Parlamentspräsident. Dieses Amt hatte er bis 1977 inne. 1979 schied er aus dem Europaparlament aus und wurde Mitglied der Parlamentarischen Versammlung des Europarats. 1979 und 1982 war er außerdem Vizepräsident der parlamentarischen Versammlung.
| Personendaten    | Personendaten                                                             |
| ---------------- | ------------------------------------------------------------------------- |
| NAME             | Spénale, Georges                                                          |
| KURZBESCHREIBUNG | französischer Politiker (PS), MdEP; Präsident des Europäischen Parlaments |
| GEBURTSDATUM     | 29. November 1913                                                         |
| GEBURTSORT       | Carcassonne                                                               |
| STERBEDATUM      | 20. August 1983                                                           |
| STERBEORT        | Paris                                                                     |